# Трой Лулашник
Трой Лулашник (англ. Troy Lulashnyk) — канадський дипломат українського походження. Надзвичайний і Повноважний Посол Канади в Україні у 2011–2014.

## Біографія
Згідно розповідей батьків, їх попередники жили десь неподалік Чернівців. Родина дружини теж походить з Буковини.
У 1992 році закінчив Університет Манітоби, отримав ступінь бакалавра гуманітарних наук з відзнакою (політологія). У 1995 році отримав ступінь Магістра гуманітарних наук (політологія).
У 1996–1998 — працював в Комісії з ядерної безпеки Канади експертом з питань нерозповсюдження ядерної зброї.
З 1999 року працює у Міністерстві закордонних справ і міжнародної торгівлі Канади, на посаді Старшого радника з питань політики в Агенції з ядерного та хімічного роззброєння.
З 2002 року Директор Програми глобального партнерства — ініціативи, спрямованої на унеможливлення доступу терористичних груп і країн, ймовірно зацікавлених у розповсюдженні зброї та матеріалів масового знищення, до спадщини холодної війни — зброї та матеріалів масового знищення і відповідних знань і умінь в країнах СНД. З 2006 року на посаді Генерального директора Програми глобального партнерства.
З 2010 року Генеральний директор Управління основних програм, відповідального за міжнародну політику та програми Канади з питань зброї масового знищення, зменшення загроз, міжнародної кримінальної активності та протидії тероризму, за участь у відповідних міжнародних форумах, таких як Саміт з ядерної безпеки та Всесвітня ініціатива для боротьби з ядерним тероризмом.
З листопада 2011 року по жовтень 2014 року — Надзвичайний і Повноважний Посол Канади в Києві. У 2014 році призначений послом Канади в Єгипті.